# مانگاسوآوینا
مانگاسوآوینا (به لاتین: Mangasoavina) یک منطقهٔ مسکونی در ماداگاسکار است که در آنالامانگا واقع شده‌است. مانگاسوآوینا ۵٬۳۸۴ نفر جمعیت دارد.